# 神経伝達物質輸送体
神経伝達物質輸送体または神経伝達物質トランスポーター（しんけいでんたつぶっしつゆそうたい/トランスポーター、英: neurotransmitter transporter）は、主に神経細胞の細胞膜に位置する膜輸送体の種類の1つである。主要な機能は、神経伝達物質を膜を越えて輸送し、さらに特定の細胞内区画への輸送に差し向けることである。これまでに20種類以上の神経伝達物質輸送体が知られている。神経伝達物質輸送体は、細胞膜を挟んで存在する電気化学的勾配を利用して輸送を行うことが多い。一例として、一部の輸送体はNa+の共輸送によって得られるエネルギーを利用し、膜を越えてグルタミン酸を輸送する。こうした輸送体の共輸送系はきわめて多様であり、一般には特定の神経伝達物質と関係した選択的な取り込み系が存在する。また、小胞トランスポーター（英: vesicular transporter）は神経伝達物質をシナプス小胞へ輸送する膜輸送体であり、小胞内部の物質の濃度を調節する。小胞トランスポーターによる輸送は、ATPの加水分解によって形成されるプロトン勾配に依存している。液胞型ATPアーゼ（v-ATPase）はATPを加水分解し、シナプス小胞へプロトンを汲み上げることでプロトン勾配を形成する。その後、小胞からのプロトン流出によるエネルギーによって、神経伝達物質は小胞へ輸送される。
通常、シナプス膜の輸送体はシナプス間隙から神経伝達物質を除去し、神経伝達物質の作用を終結させる役割を果たす。しかしながら、輸送体は逆向きに作用することもあり、神経伝達物質をシナプスへ輸送することで神経伝達物質受容体への作用をもたらす。こうした小胞を介さない形での神経伝達物質の放出は、網膜のアマクリン細胞など一部の細胞では通常の神経伝達物質放出様式として利用されている。

## 種類
神経伝達物質輸送体には次のような種類がある。
- グルタミン酸/アスパラギン酸トランスポーター
  - 興奮性アミノ酸トランスポーター（excitatory amino acid transporter、EAAT）
    - EAAT1（SLC1A3）
    - EAAT2（SLC1A2）
    - EAAT3（英語版）（SLC1A1）
    - EAAT4（英語版）（SLC1A6）
    - EAAT5（英語版）（SLC1A7）

  - 小胞グルタミン酸トランスポーター（vesicular glutamate transporter、VGLUT）
    - VGLUT1（英語版）（SLC17A7）
    - VGLUT2（英語版）（SLC17A6）
    - VGLUT3（英語版）（SLC17A8）
- GABAトランスポーター（英語版）
  - GAT1（英語版）（SLC6A1）
  - GAT2（英語版）（SLC6A13）
  - GAT3（英語版）（SLC6A11）
  - BGT1（英語版）（SLC6A12）
  - VGAT（英語版）（SLC32A1、小胞トランスポーター）
- グリシントランスポーター（英語版）
  - GlyT1（英語版）（SLC6A9）
  - GlyT2（英語版）（SLC6A5）
- モノアミントランスポーター（英語版）
  - ドーパミントランスポーター（英語版）（DAT、SLC6A3）
  - ノルアドレナリントランスポーター（英語版）（NAT/NET、SLC6A2）
  - セロトニントランスポーター（SERT、SLC6A4）
  - VMAT1（英語版）（SLC18A1、小胞トランスポーター）
  - VMAT2（英語版）（SLC18A2、小胞トランスポーター）
- アデノシントランスポーター（英語版）
  - ENT1（英語版）（SLC29A1）
  - ENT2（英語版）（SLC29A2）
  - ENT3（SLC29A3）
  - ENT4（英語版）（SLC29A4）
- 小胞アセチルコリントランスポーター（英語版）（VAChT、SLC18A3）[6]

アセチルコリンシグナルはコリンエステラーゼによるコリンへの迅速な代謝によって終結するため、細胞膜のアセチルコリントランスポーターは存在しない。コリンはその後、細胞へ送り返されアセチルコリンへ再変換される。
ヒスタミンやエンドカンナビノイドに関するトランスポーターは未同定である。

## 臨床的意義
さまざまな神経伝達物質の再取り込みトランスポーターが、シナプスの神経伝達物質濃度、そして神経伝達を調節するための薬理標的となっている。
- 選択的セロトニン再取り込み阻害薬（SSRI）、セロトニン・ノルアドレナリン再取り込み阻害薬（SNRI）、三環系抗うつ薬（TCA）などの抗うつ薬は、セロトニンやノルアドレナリンのトランスポーターの活性を抑制し、シナプス間隙からの標的神経伝達物質の再取り込みを阻害する。
- コカイン、アンフェタミン、メチルフェニデートなどの精神刺激薬は、ドーパミンやノルアドレナリンのトランスポーターを阻害または逆転させる。フェンシクリジンやケタミンなど一部の解離性麻酔薬もドーパミントランスポーターの阻害薬である。
- 抗てんかん薬として使用されるチアガビン（英語版）は、GABAトランスポーターGAT1を阻害することで作用する。

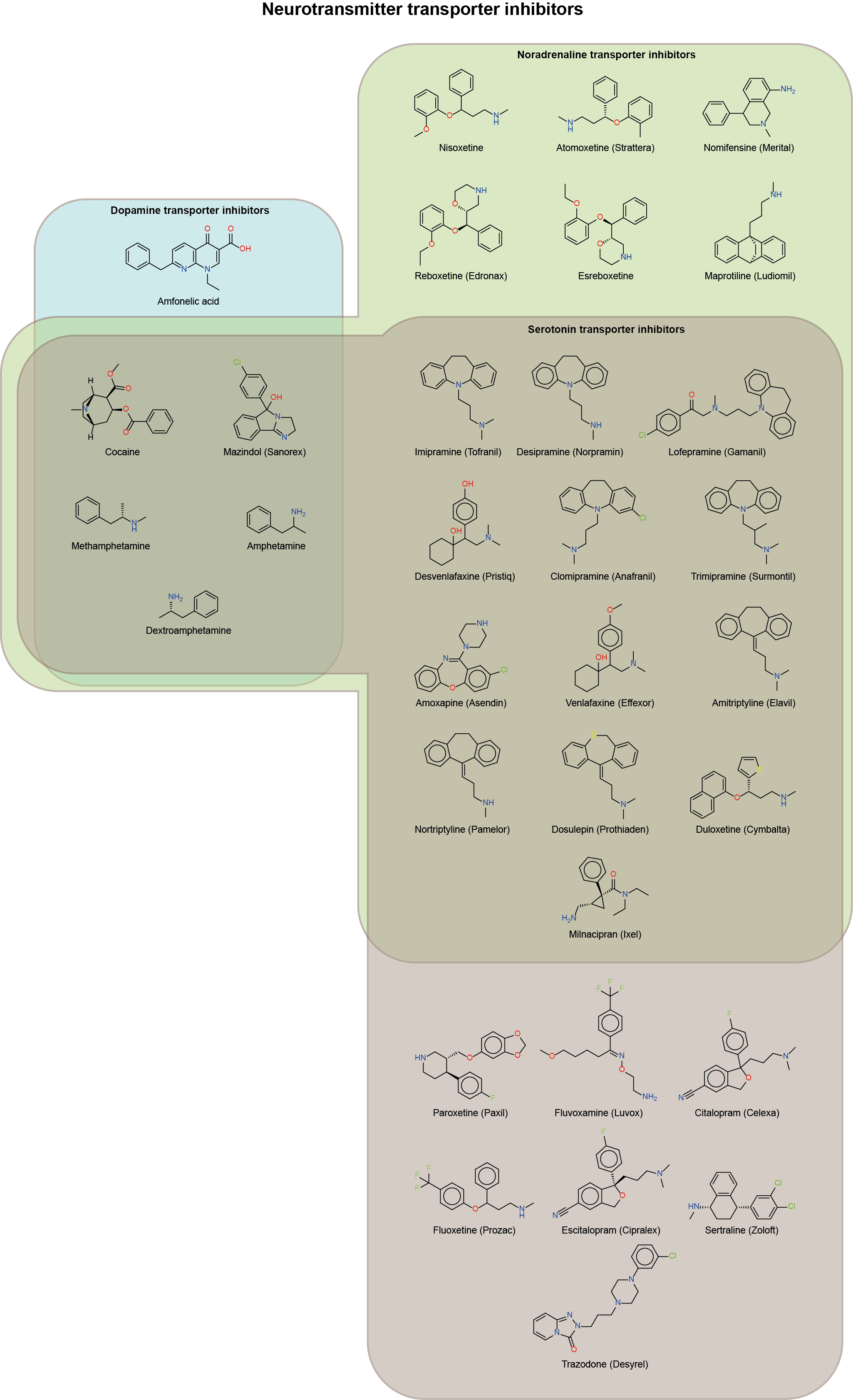
神経伝達物質輸送体阻害薬

小胞トランスポーターの活性は放出される神経伝達物質の量に影響を与えることがあるため、これらは神経伝達の調節のための代替的な治療標的となる。一例として、ベサミコールは小胞アセチルコリントランスポーターの阻害薬である。ベサミコールはシナプス前小胞へのアセチルコリンのロードを妨げ、活動電位に応答して放出される量の減少を引き起こす。この薬剤は臨床では用いられていないが、シナプス小胞の挙動を研究するための有用なツールとなっている。